# 仏教慈済医療財団法人

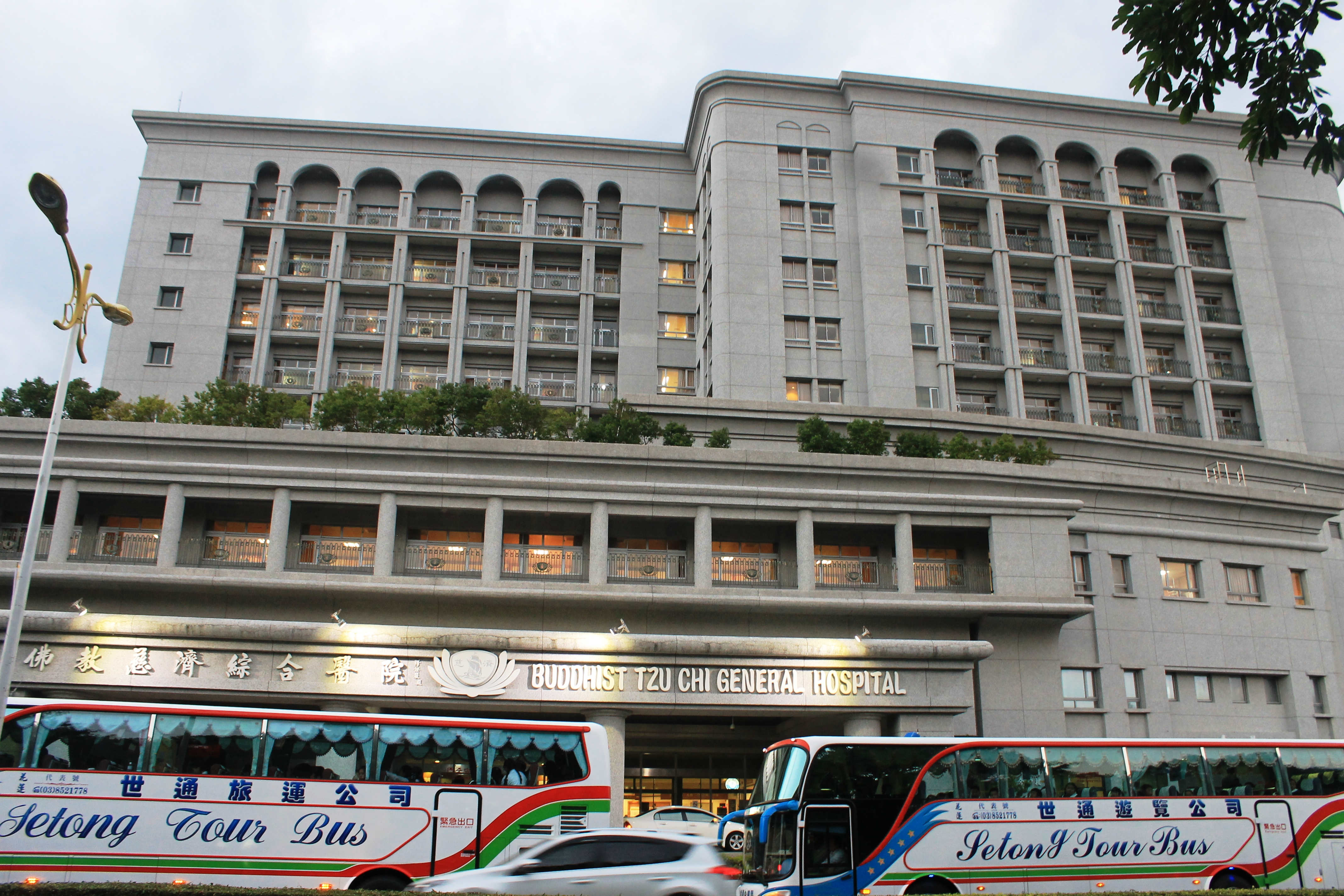
花蓮慈済医院

仏教慈済医療財団法人（ぶっきょうじさいいりょうほうじん、正体字: 佛教慈濟醫療財團法人、略称：慈済医院）は、中華民国花蓮市に本部を置く慈済基金会が運営する医院法人。台湾に7箇所、インドネシアと中国大陸に3箇所の病院及び診療所を運営している。
1986年に慈済基金会の釈証厳が、医療の遅れた台湾東部の地域医療充実のために設立した。
この病院はそれまで徴収されていた保証金を初めて廃止し、これに啓発された衛生署も各地の病院に働きかけて、保証金の徴収を止めさせた。
2013年3月10日に中華民国の医療法改正による改組で、仏教慈済総合医院（正体字: 佛教慈濟綜合醫院）から現在の名称に改称された。

## 沿革
1966年に慈済基金会を設立した釈証厳は、貧困が病から来ることを慈善活動の経験の中から見出し、地域医療の充実を考えるようになった。
また、弟子の父親の見舞いに病院に訪れた際に、先住民族の患者が保証金を支払えずに手術をせずに帰郷したのを見たのもきっかけとなった。
そこで1972年に「慈済貧民施医義診所」を花蓮市に設立した。
1979年5月に、釈証厳は、静思精舎で行われた慈済基金会の月例会議の席上において、仏教慈済総合医院の設立を提案した。建設・運営費用が余りにも多額であったため、基金会のメンバーは実現不可能として賛成しなかったが、釈証厳は自ら寄付金集めに奔走するなど、計画を進めた。
1980年10月19日に台湾省主席の林洋港が精舎を訪問して釈証厳と面会して、計画に賛同し、3日後の22日には蔣経国総統が訪問し、同計画を承認した。
1984年2月に用地を買収し、台湾省主席の李登輝の臨席の下、着工したものの軍部の横やりで土地が没収され、内政部長に昇格した林洋港の斡旋と地元市当局の協力により、花蓮駅前の土地を再買収し、4月24日に着工し、1986年8月17日に落成した。
その後、1989年に看護師養成と地元先住民族の女子教育のために、慈済看護専門学校（現、慈済科技大学）を設立し、1994年に慈済医学院（現、慈済大学）を設立した。
2002年には花蓮慈済医院が台湾東部の病院としては初となる第1級医学センター医院に認定された。
2013年に中華民国の医療法改正による改組で現在の仏教慈済医療財団法人に改称され、2024年には同じく団体が新北市新店区で運営する台北慈済医院が第1級医学センター医院に認定された。

## 不祥事
- 2012年6月、台中分院にて、手術室にて無免許の看護師を使用していたことが発覚した[3]。

## 分院

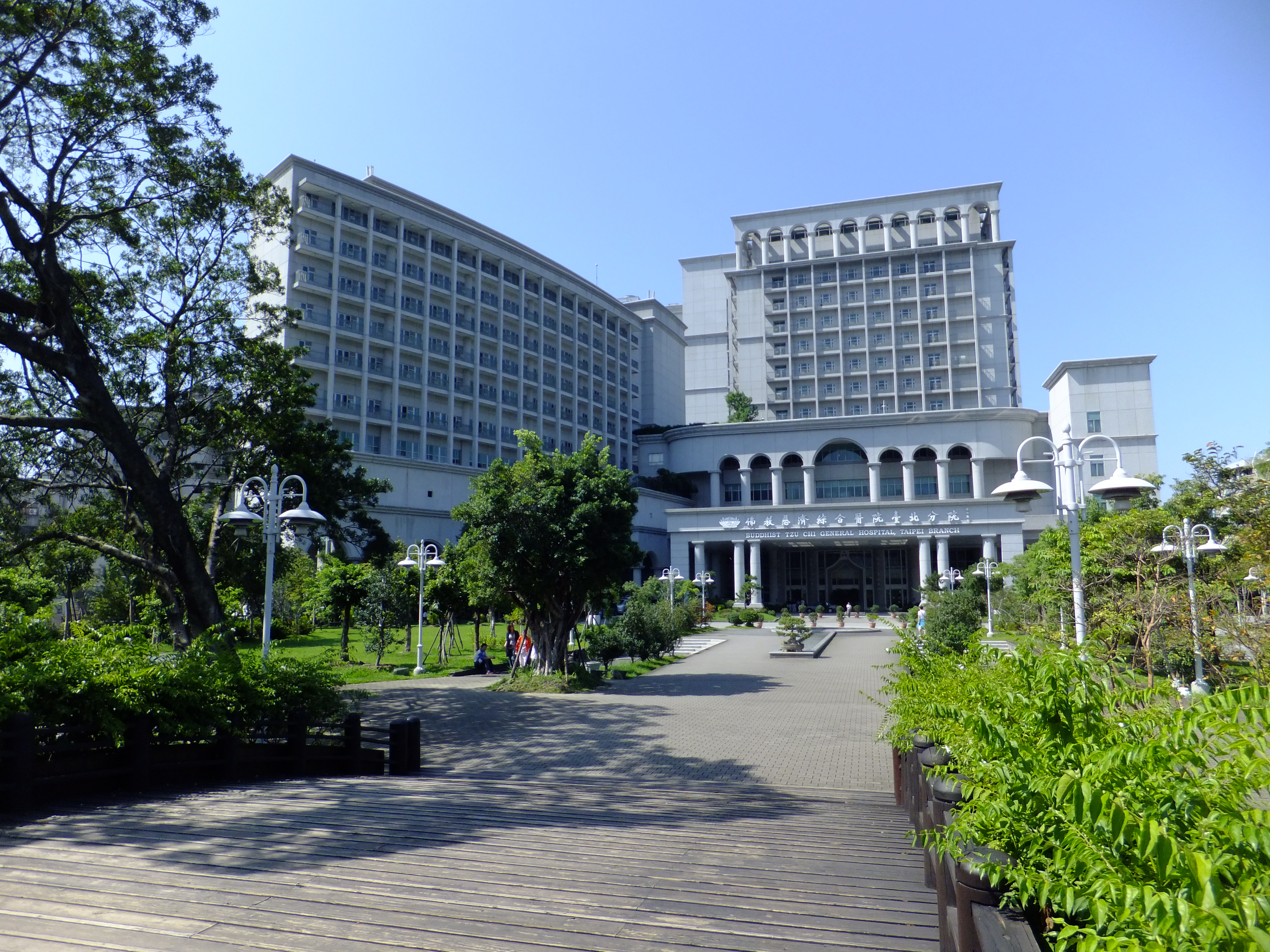
台北分院
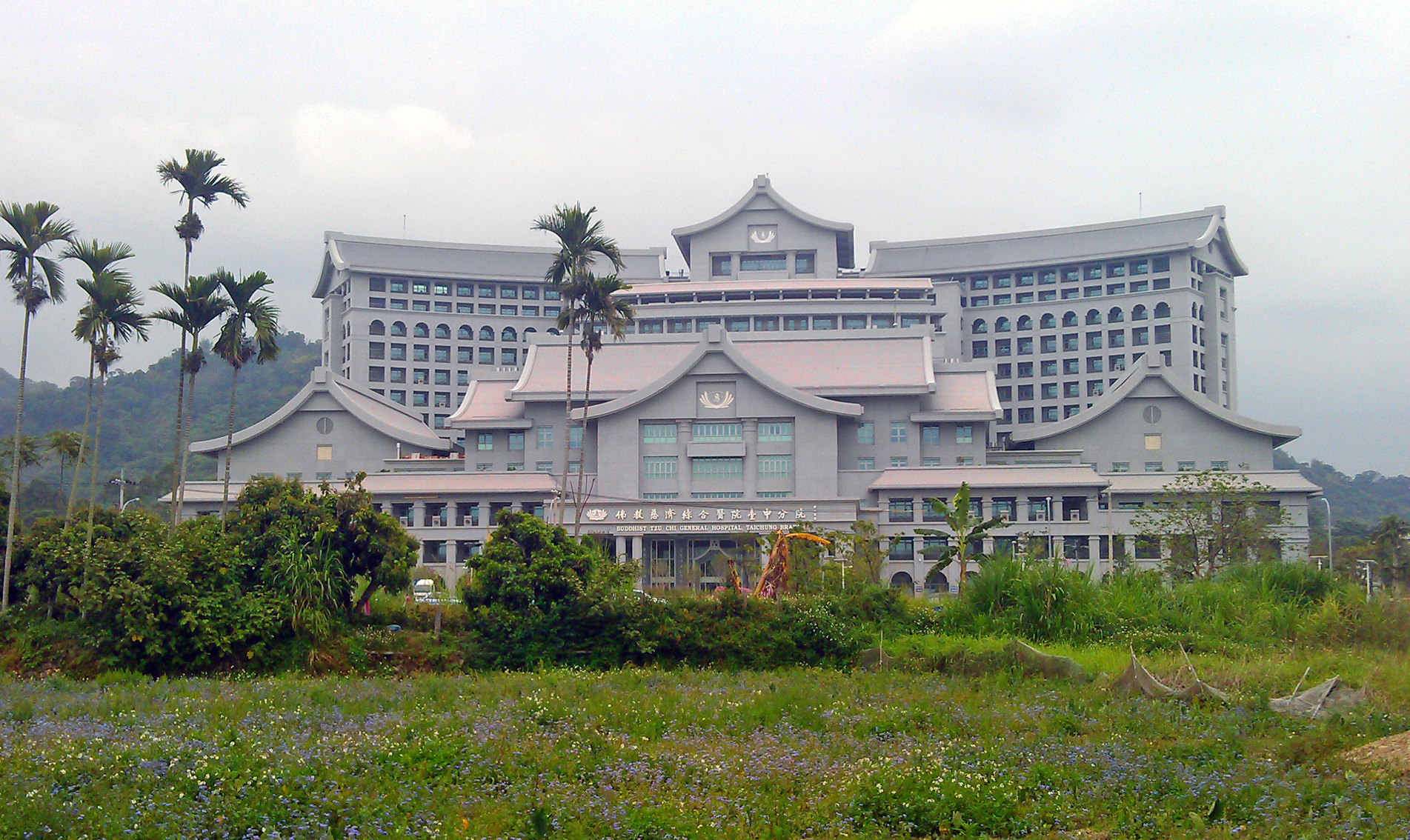
台中分院
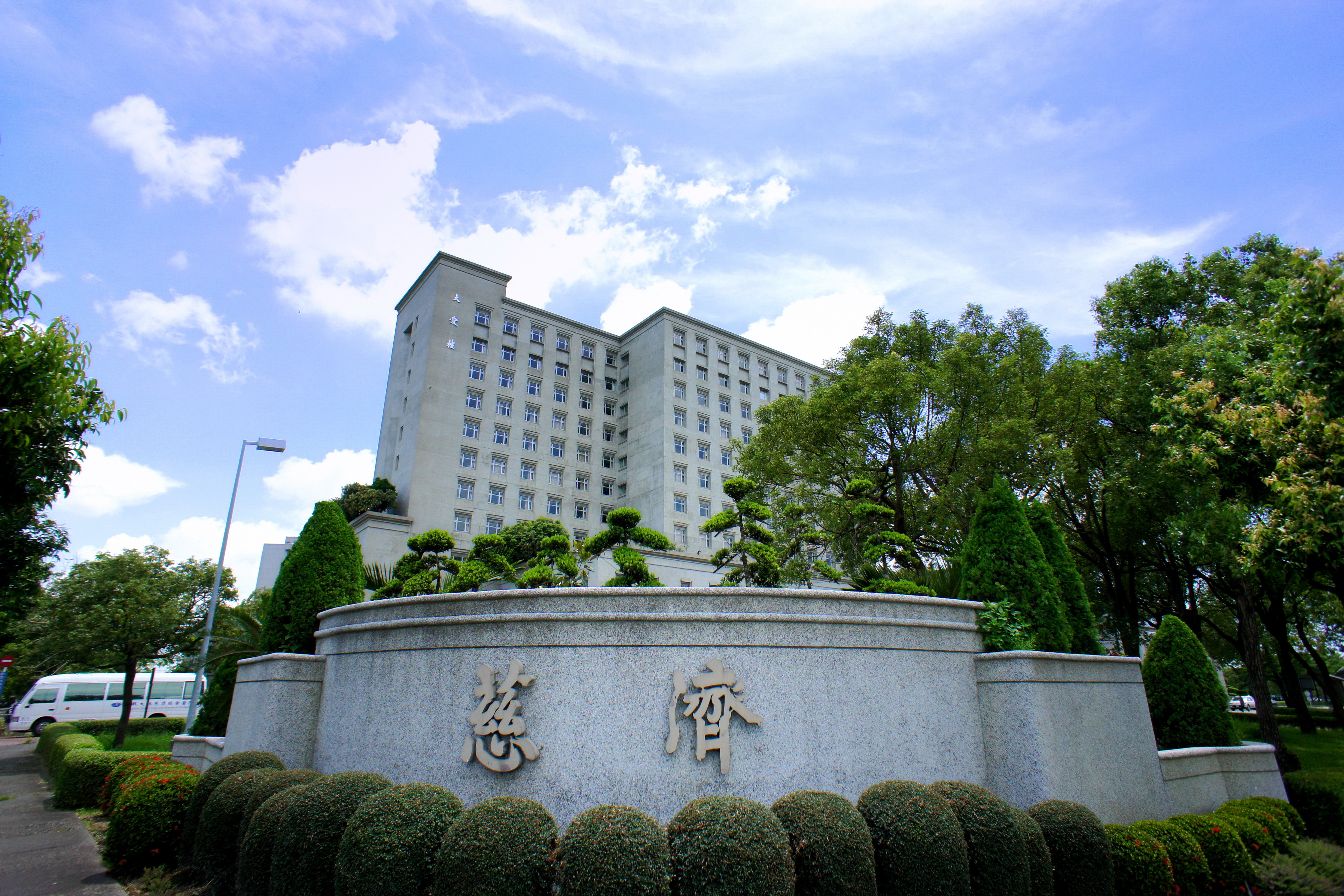
大林分院
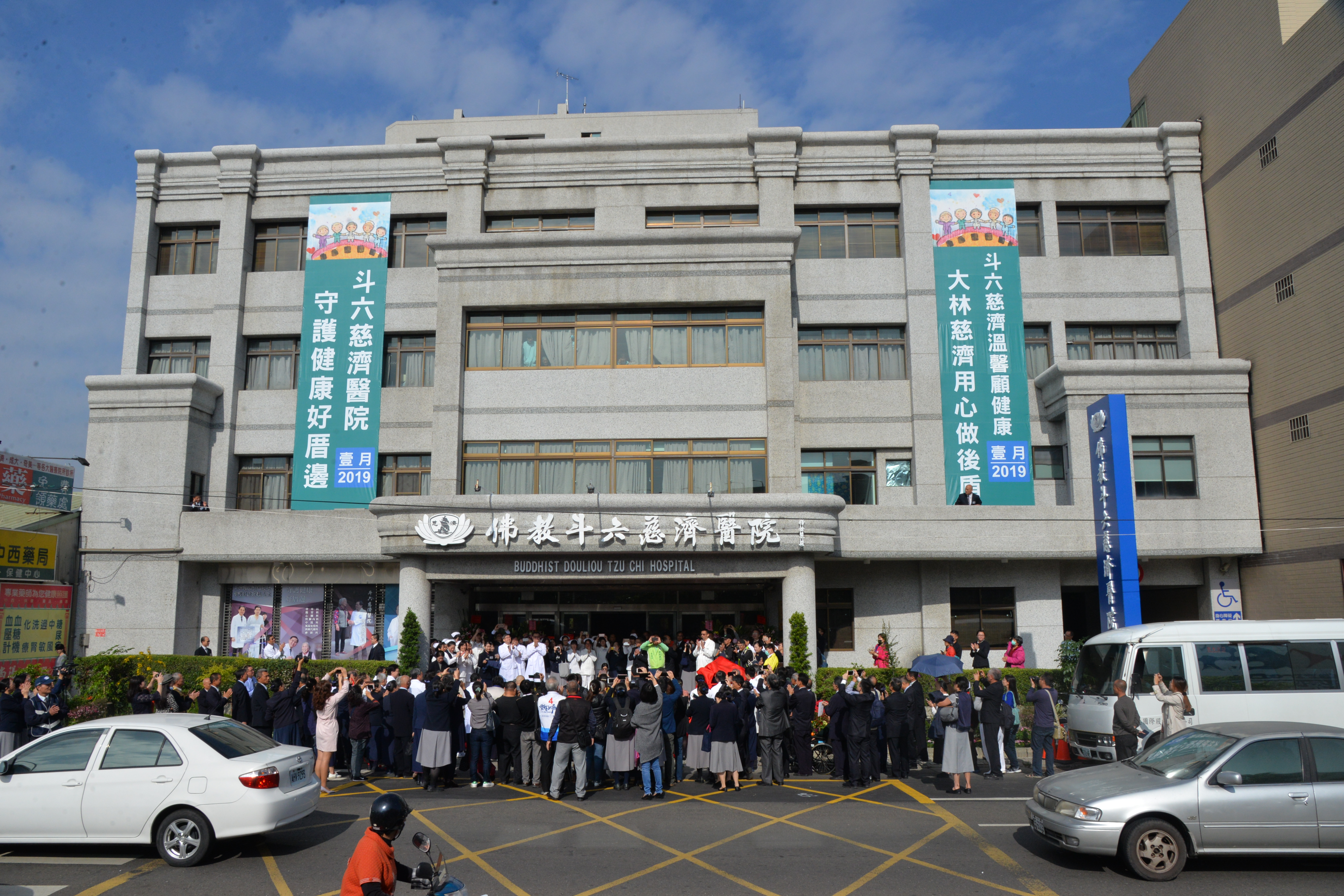
斗六分院
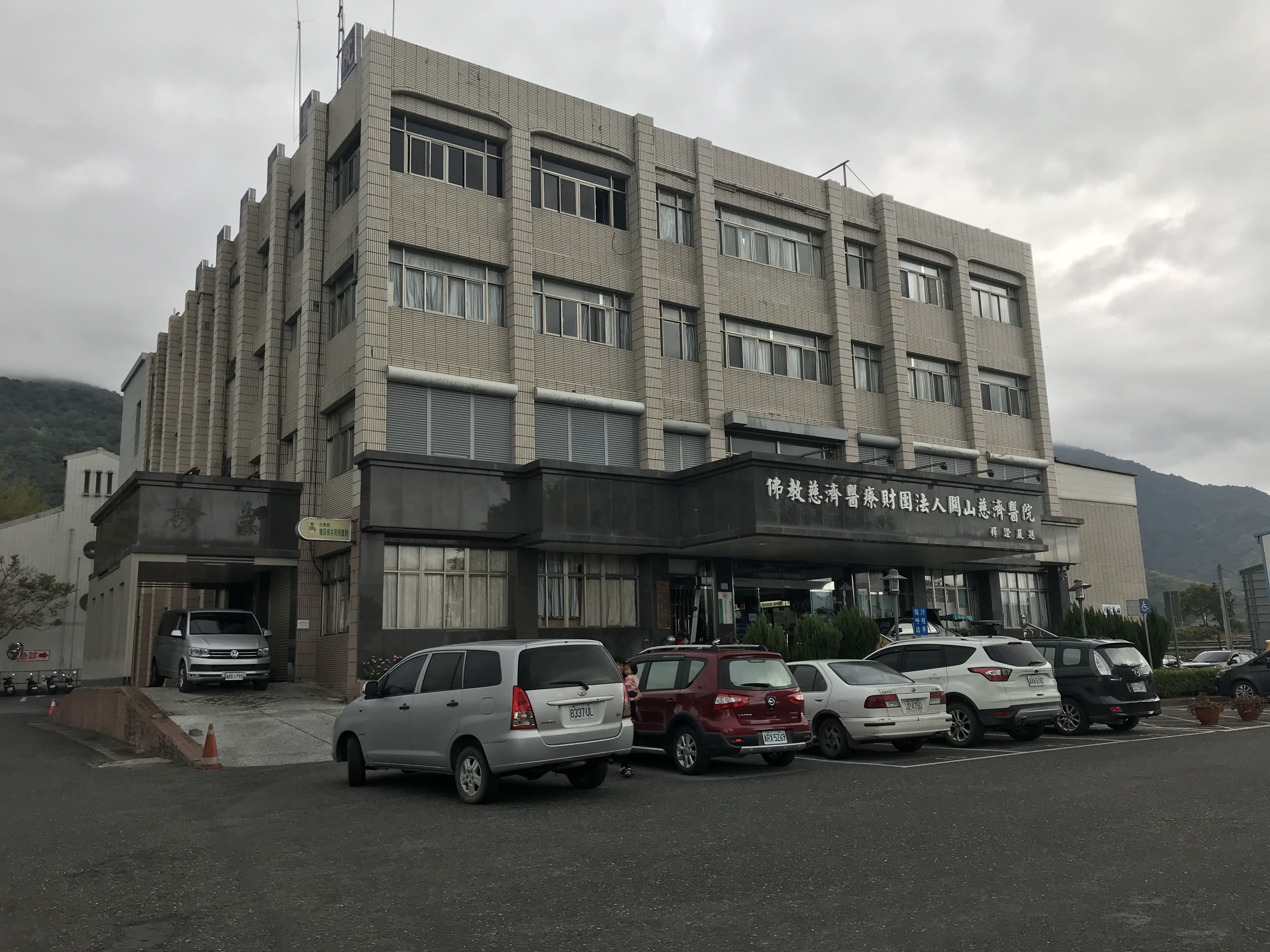
関山分院

- 台北分院 - 新北市新店区建国路289号
- 台中分院 - 台中市潭子区豊興路一段66号
- 大林分院 - 嘉義県大林鎮民生路2号
- 斗六分院 - 雲林県斗六市雲林路二段248号
- 玉里分院 - 花蓮県玉里鎮民権街1-1号
- 関山分院 - 台東県関山鎮和平路125-5号
- 嘉義診療所 - 嘉義市西区書院里1隣仁愛路383号-1
- 三義中医医院 - 苗栗県三義郷廣盛村八股路24-9号

### 中華民国国外
- 印尼慈済医院（インドネシア、バリ島）
- 蘇州慈済健検中心（中国、江蘇省蘇州市姑蘇区景徳路）
- 香港慈済大愛中医診所（中国、香港油麻地 弥敦道）